# マックルズフィールド堆

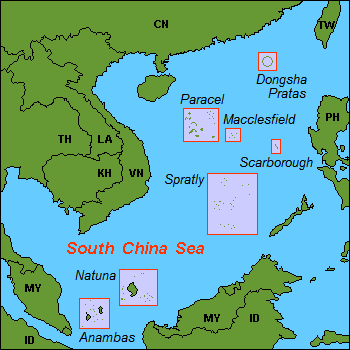

マックルズフィールド堆（マックルズフィールドたい）又はマックレスフィールド岩礁群（マックレスフィールドがんしょうぐん、英語: Macclesfield Bank, Macclesfield Shoals）は、南シナ海に位置する暗礁のみから成る岩礁群である。

## 地理
西沙諸島（パラセル諸島）の東、東沙諸島（プラタス諸島）の南西、南沙諸島（スプラトリー諸島）の北、スカボロー礁の西に位置する。南西方向から北東方向にかけて広がり、長さは130km、最大幅は70km、海域面積は6,448km2。
マックルズフィールド堆という名称は、1804年にこの海域を航行したイギリス海軍の艦艇マックレスフィールド（HMS Macclesfield）に因んで名付けられた。
この岩礁群はすべてが暗礁であるため、占拠している国はない。また、領海、接続水域、排他的経済水域、大陸棚を有さない。

## マックルズフィールド堆とスカボロー礁
中華人民共和国ではマックルズフィールド堆とスカボロー礁を合わせた島礁群を独自にひとつの群島として扱い、「中沙諸島」という名称で呼んで主権を主張している。しかし、スカボロー礁はマックルズフィールド堆から離れた位置にあるため、中国以外の地理学者からは、マックルズフィールド堆とスカボロー礁をひとつの群島として「中沙諸島」に含めることに対して地理学的にも疑義が呈されている。一方、スカボロー礁を含めた島礁群をマックルズフィールド堆と呼ぶこともある。

## マックルズフィールド堆を構成する岩礁
マックルズフィールド堆は、以下の岩礁等から構成される。なお、スカボロー礁を含めた島礁の数は34ともされる。
- 英語: Siamese Shoal、中国語: 西門暗沙
- 英語: Bangkok Shoal、中国語: 本固暗沙
- 英語: Magpie Shoal、中国語: 美濱暗沙
- 英語: Carpenter Shoal、中国語: 魯班暗灘
- 英語: Oliver Shoal、中国語: 立父暗沙
- 英語: Pigmy Shoal、中国語: 比微暗沙
- 英語: Egeria Shoal、中国語: 隠磯灘
- 英語: Howard Shoal、中国語: 武勇暗沙
- 英語: Learmonth Shoal、中国語: 済猛暗沙
- 英語: Plover Shoal、中国語: 海鳩暗沙
- 英語: Addington Patch、中国語: 安定連礁
- 英語: Smith Shoal、中国語: 美渓暗沙
- 英語: Bassett Shoal、中国語: 布德暗沙
- 英語: Balfour Shoal、中国語: 伏洑暗沙、波洑暗沙
- 英語: Parry Shoal、中国語: 排波暗沙
- 英語: Cawston Shoal、中国語: 果淀暗沙
- 英語: Penguin Shoal、中国語: 排洪灘
- 英語: Tancred Shoal、中国語: 濤靜暗沙
- 英語: Combe Shoal、中国語: 控湃暗沙
- 英語: Cathay Shoal、中国語: 華夏暗沙
- 英語: Hardy Patches、中国語: 石塘連礁
- 英語: Hand Shoal、中国語: 指掌暗沙
- 英語: Margesson Shoal、中国語: 南扉暗沙
- 英語: Walker Shoal、中国語: 漫步暗沙
- 英語: Philips Shoal、中国語: 楽西暗沙
- 英語: Payne Shoal、中国語: 屏南暗沙